# Marten Burkens
Marten Cornelis Boudewijn Burkens (Amsterdam, 9 november 1934 – Leersum, 1 november 2022) was een Nederlands ambtenaar, hoogleraar en politicus voor de Volkspartij voor Vrijheid en Democratie (VVD).

## Loopbaan
Na het behalen van het diploma aan het Gymnasium te Delft studeerde hij Nederlands recht aan de Universiteit Utrecht. Hij begon zijn carrière als ambtenaar in Gelderland. Daarna was hij werkzaam als ambtenaar van de afdeling Grondwetszaken van het ministerie van Binnenlandse Zaken. 
Van 1969 tot 1971 was Burkens lector staats- en administratief recht aan de Erasmus Universiteit Rotterdam en van 1971 tot 1975 was hij daar hoogleraar. Van 1975 tot 1995 was hij hoogleraar aan de Universiteit Utrecht. Hij was specialist op het terrein van constitutionele grondrechten en grondrechtbeperkingen. Van 13 september 1983 tot 23 juni 1987 was hij lid van de Eerste Kamer der Staten-Generaal. Hij was Ridder in de Orde van de Nederlandse Leeuw.

## Persoonlijk
Marten Burkens werd geboren als een zoon van de internist en geneesheer-directeur Jan Cornelis Johan Burkens en Joanna van Woensel Kooy. Hij was een achterkleinzoon van de schrijfster Christine Boxman-Winkler. Hij trouwde twee keer en had uit het eerste huwelijk twee kinderen. 
Hij overleed op 1 november 2022 op 87-jarige leeftijd.
- Bibliothèque nationale de France: cb12871580c (data)
- Gemeinsame Normdatei: 17199681X
- International Standard Name Identifier: 0000 0000 3089 419X
- Library of Congress Control Number: n79113904
- Nederlandse Thesaurus van Auteursnamen: 068328281
- Parlement.com: vg09llnrqyzv
- Système universitaire de documentation: 119359057
- Virtual International Authority File: 32126471
- WorldCat: E39PBJdCtJbV4hcwjhxGPxG4MP